# Contea di Wutai
La contea di Wutai (五台县S, Wǔtái XiànP) è una contea della Cina, situata nella provincia dello Shanxi e amministrata dalla prefettura di Xinzhou.

## Architetture notevoli
Pregevole è il Tempio dello Zen Meridionale (Cinese semplificato: 南禅寺; Cinese tradizionale: 南禪寺; pinyin: Nánchán Sì), nel comune di Yangbai.